# Michaił Bykow
Michaił Siemionowicz Bykow (ros. Михаил Семёнович Быков, biał. Міхаіл Сямёнавіч Быкаў, ur. 16 października 1922 w Żłobinie, zm. 30 kwietnia 1991 w Bobrujsku) – radziecki lotnik wojskowy, podpułkownik, Bohater Związku Radzieckiego (1946).

## Życiorys
Urodził się w białoruskiej rodzinie robotniczej. Skończył 9 klas szkoły nr 6 w Bobrujsku, pracował jako ślusarz i jednocześnie uczył się w aeroklubie, w 1940 został powołany do Armii Czerwonej, ukończył wojskową lotniczą szkołę pilotów w Odessie. Od czerwca 1941 uczestniczył w wojnie z Niemcami, w tym od listopada 1941 w składzie 571 pułku lotnictwa szturmowego 224 Dywizji Lotnictwa Szturmowego, walczył na Froncie Zachodnim, Briańskim, 1 i 4 Ukraińskim. Brał udział w dwóch operacjach rżewsko-syczewskich (1942), operacji rżewsko-wiaziemskiej (1943), orłowskiej (12 lipca-18 sierpnia 1943), w tym wyzwalaniu Karaczewa (obwód briański), na 1 Froncie Ukraińskim w składzie 2 Armii Powietrznej uczestniczył w operacji proskurowsko-czerniowieckiej (4 marca-17 kwietnia 1944), w tym w wyzwalaniu Żmerynki i Tarnopola, operacji lwowsko-sandomierskiej (13 lipca-29 sierpnia 1944), w tym w wyzwalaniu Zborowa, na 4 Froncie Ukraińskim w składzie 8 Armii Powietrznej brał udział w operacji karpacko-użgorodzkiej (części operacji wschodniokarpackiej) (9 września-28 października 1944). W grudniu 1944 wraz ze swoim pułkiem został odwołany z frontu i skierowany do Kujbyszewa (obecnie Samara), gdzie opanował nowy typ samolotu - Ił-10, po czym 19 marca 1945 wrócił na front, gdzie walczył jako dowódca eskadry 571 pułku lotnictwa szturmowego 224 Dywizji Lotnictwa Szturmowego 8 Korpusu Lotnictwa Szturmowego 8 Armii Powietrznej w stopniu kapitana. Do końca wojny wykonał 174 loty bojowe, w tym 29 samolotem Ił-10, atakując wagony kolejowe, lotniska, technikę i siłę żywą wroga, zadając Niemcom duże straty w ludziach i niszcząc wiele sprzętu. Po wojnie nadal służył w Siłach Powietrznych, w 1952 ukończył wyższe kursy lotniczo-taktyczne, w 1954 został zwolniony do rezerwy w stopniu podpułkownika, gdzie pracował jako inspektor w dziale kadr zarządu budowy dróg. W 1985 otrzymał honorowe obywatelstwo Bobrujska.

## Odznaczenia
- Złota Gwiazda Bohatera Związku Radzieckiego (15 maja 1946)
- Order Lenina (15 maja 1946)
- Order Czerwonego Sztandaru (trzykrotnie, 12 sierpnia 1943, 29 września 1944 i 1 lipca 1945)
- Order Aleksandra Newskiego (30 października 1944)
- Order Wojny Ojczyźnianej I klasy (11 marca 1985)
- Order Wojny Ojczyźnianej II klasy (23 marca 1943)
- Order Czerwonej Gwiazdy (23 września 1942)

I medale.